# Vildbjerg
Vildbjerg är en ort i Danmark.   Den ligger i Hernings kommun och Region Mittjylland, 240 km väster om Köpenhamn. Vildbjerg ligger 54 meter över havet och antalet invånare är 4 045.
Närmaste större samhälle är Herning, 14,5 km sydost om Vildbjerg. 